# Trypetoptera punctulata

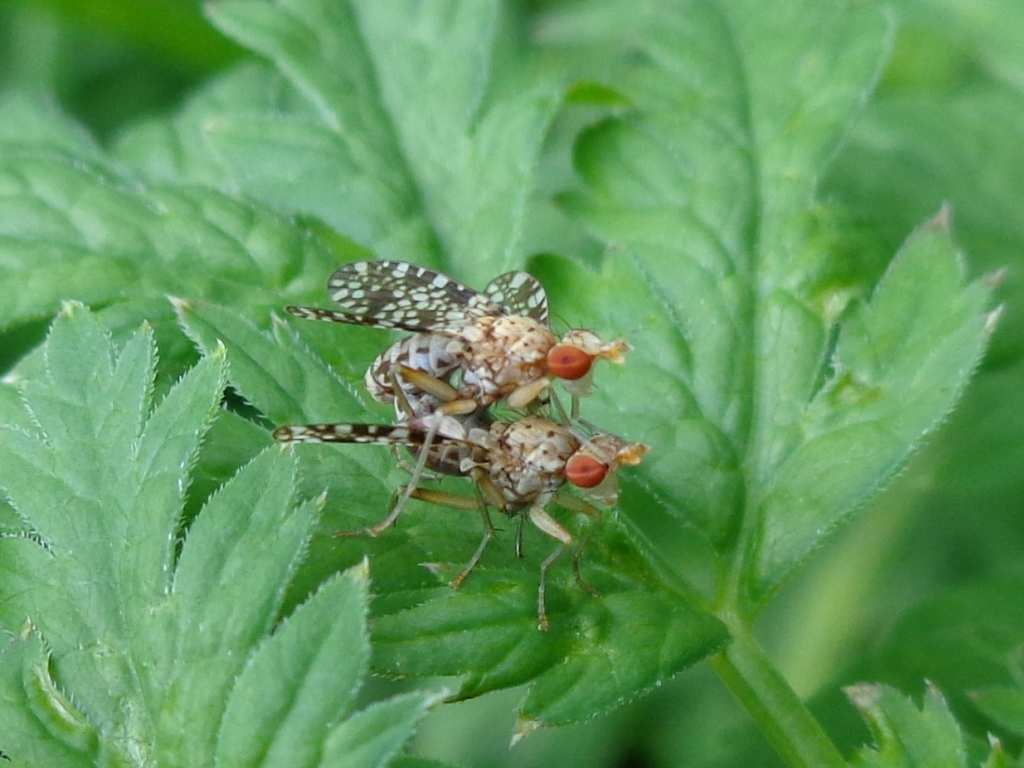
Kopula

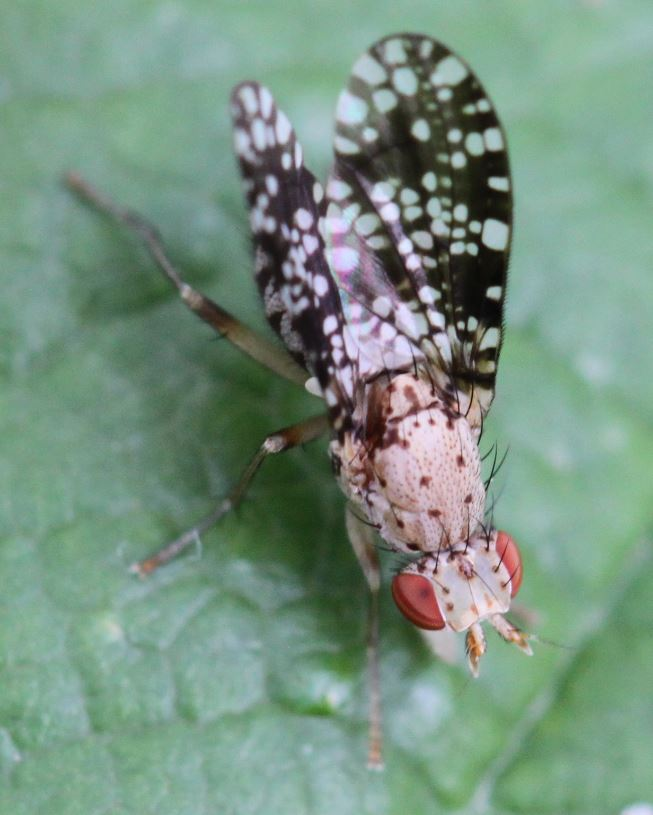
Trypetoptera punctulata – Dorsalansicht

Trypetoptera punctulata ist eine Fliege aus der Familie der Hornfliegen (Sciomyzidae).

## Merkmale
Die Fliegen erreichen eine Länge von 6–7 mm. Ihre markanten überwiegend dunkel gefärbten Flügel weisen ein weißes grobes Fleckenmuster auf. Die Facettenaugen sind rot. Kopf und Halsschild sind hellbeige. Der hellgrau gefärbte Hinterleib besitzt ein schwarzes Strichmuster.

## Verbreitung
Trypetoptera punctulata kommt in der Paläarktis vor.
Die Art ist in weiten Teilen Europas verbreitet und meist häufig.

## Lebensweise
Die Flugzeit dauert von Mai bis Oktober. Die Fliegen bevorzugen trockene Biotope, insbesondere Waldgebiete auf Kalkböden. Man findet sie häufig an Gräsern und niedrig wachsenden Büschen. Die Weibchen legen ihre Eier an Schnecken ab. Die geschlüpften Larven fressen die Schnecken.